# Präludium und Fuge E-Dur BWV 854 (Das Wohltemperierte Klavier, I. Teil)
Präludium und Fuge E-Dur, BWV 854, bilden ein Werkpaar im 1. Teil des Wohltemperierten Klaviers, einer Sammlung von Präludien und Fugen für Tasteninstrumente von Johann Sebastian Bach.

## Präludium
Während Hermann Keller das Präludium als Pastorale im 12⁄8-Takt bezeichnet, stellt Peter Benary die Frage, ob das Stück „eine Invention oder ein motivgeprägt variabler Satz, ein Siciliano, ein Pastorale oder eine Frühform der Sonatensatzform“ sei, und gibt darauf die Antwort: „Das mag alles nicht falsch sein, aber es paraphrasiert nur die Eigenprägung, ohne ihr gerecht zu werden.“ Cecil Gray seinerseits wird bei diesem Präludium zunächst an Chopin erinnert, vor allem aber an die Melodik Bellinis, insbesondere in seiner Oper La sonnambula. Hugo Riemann schließlich beschreibt das Präludium in poetischem Überschwang: „Wie Zweige im jungen Laubschmuck schwanken die leichten Arpeggiotriolen mit ihrer Spitzenbewegung (wie vom Lufthauch gekräuselt) …“
Unvermutete Expressivität ergibt sich durch den Nonensprung und die darauffolgende Chromatik in Takt 7 und 8, die in Takt 21 und 22 wiederholt wird und zur Tonika zurückführt. Intern gegliedert wird das Präludium außerdem durch die Reprise in der Subdominante A-Dur in Takt 15, die durch Sechzehntelläufe in beiden Händen vorbereitet wird. Benary erwähnt die doppelte Schlusskadenz in Takt 23/24: zunächst vom Bass aus plagal, von der vierten in die erste Stufe; daraufhin in den Oberstimmen authentisch.
Das Präludium in E-Dur ist im Klavierbüchlein für Wilhelm Friedemann Bach überliefert. Es erscheint in einer Abschrift des Bach-Schülers Heinrich Nicolaus Gerber zu Beginn der 6. Französischen Suite.

## Fuge
Das Thema der dreistimmigen Fuge besteht aus zwei kontrastierenden Elementen, wie beispielsweise auch das Thema der C-Dur-Fuge im 2. Teil des Wohltemperierten Klaviers. Hier ist jedoch der Gegensatz noch um einiges schärfer ausgeprägt. Die Keckheit des eröffnenden, anspringenden Sekundschritts hat schon Philipp Spitta hervorgehoben, sie wird auch in zahlreichen späteren Werkbeschreibungen zur Sprache gebracht. Nach einer kurzen Pause folgt eine Sechzehntelbewegung, deren Ende nicht genau festzulegen ist und die nach Eintritt der zweiten Stimme sogleich in den ersten Kontrapunkt übergeht.
In Takt 27, drei Takte vor Schluss, war der Bass ursprünglich als fallende E-Dur-Tonleiter notiert. Bach hat diese Basslinie dann nachträglich abgeändert, um Quintparallelen mit der Oberstimme zu vermeiden. Einige Interpreten und Musikwissenschaftler, darunter Hermann Keller und Peter Benary, bevorzugen trotzdem die erste Version.